# Джонс, Диана Уинн
Диана Уинн Джонс (англ. Diana Wynne Jones, 16 августа 1934, Лондон — 26 марта 2011, Бристоль) — британская писательница, автор фантастических романов для детей и взрослых. Наиболее известные работы — это серия книг о Крестоманси (англ. Chrestomanci) и роман «Ходячий замок» (англ. Howl's Moving Castle), а также «Темный Властелин Деркхольма» (англ. Dark Lord of Derkholm).

## Биография
Джонс родилась 16 августа 1934 года в Лондоне, в семье Марджори и Ричарда Джонсов, оба были учителями. Когда началась Вторая мировая война, была эвакуирована в Уэльс. Её семья несколько раз переезжала — Конистон (англ. Coniston), Йорк, — возвращалась обратно в Лондон, пока в 1943 году не осела в городе Такстед (Thaxted), Эссекс. Там и прошло детство Джонс: она и две её младшие сестры Урсулла и Изобель (ставшая потом профессором Изобель Армстронг, литературным критиком) были предоставлены сами себе. Окончив школу, в 1953 году Джонс поступила в колледж св. Анны при Оксфорде, где изучала английский язык. Джонс посещала лекции К. С. Льюиса и Джона Р. Р. Толкина. Завершив обучение в 1956 году, вышла замуж за Джонна Барроу, специалиста по средневековой литературе. Они недолго жили в Лондоне, потом вернулись обратно в Оксфорд и, наконец, в 1976 году переехали в Бристоль. У них три сына: Ричард, Майкл и Колин.
Джонс — автор более сорока книг, переведённых на 17 языков. Обладала обширным списком наград и номинаций, среди которых престижные «мифопоэтическая премия» (англ. Mythopoeic Fantasy Awards) и «медаль Карнеги» (англ. Carnegie Medal). Особой популярностью пользуются цикл «Миры Крестоманси» и роман «Ходячий замок», экранизированный в 2004 году известным японским режиссёром аниме Хаяо Миядзаки. Английская версия мультфильма вышла в 2005 году. Критика[кто?] до сих пор сравнивает столь нашумевшего «Гарри Поттера» именно со знаменитым сериалом «Миры Крестоманси», который появился почти на два десятка лет раньше книг Джоан К. Роулинг. Произведения Джонс также часто сравнивают[кто?] с книгами Робин Маккинли и Нила Геймана. Она дружила с Гейманом, оба были поклонниками произведений друг друга. Писательница посвятила роман «Зачарованный лес» (англ. Hexwood) Гейману, отметив, что идея сюжета была почерпнута ею в одной из их бесед.
Умерла 26 марта 2011 года после продолжительной борьбы с раком лёгких.
16 августа 2014 года Google выпустил дудл к 80-летию со дня рождения писательницы.

## Награды и номинации

### Номинации
Carnegie Medal:
- 1975: В собачьей шкуре (англ. Dogsbody)
- 1977: Заколдованная жизнь (англ. Charmed Life)
- 1988: Девять жизней Кристофера Чанта (англ. The Lives of Christopher Chant)
- 2005: Сказочное невезение (англ. Conrad’s Fate)
- 2008: Волшебное наследие (англ. The Pinhoe Egg)

Hugo Award for Best Non-Fiction Book：
- 1997： The Tough Guide To Fantasyland

Mythopoeic Fantasy Award for Children’s Literature:
- 1992: Воздушный замок (англ. Castle in the Air)
- 2007: Волшебное наследие (англ. The Pinhoe Egg)
- 2009: Дом ста дорог (англ. House of Many Ways)

### Премии
Boston Globe-Horn Book Awards:
- 1984: Ловушка для волшебников (англ. Archer’s Goon) — второе место
- 1986: Ходячий замок (англ. Howl's Moving Castle) — третье место

Guardian Award:
- 1978: Заколдованная жизнь (англ. Charmed Life)

Mythopoeic Fantasy Award for Children’s Literature:
- 1996: Корона Дейлмарка (англ. The Crown of Dalemark)
- 1999: Темный Властелин Деркхольма (англ. Dark Lord of Derkholm)

Phoenix Award:
- 2006: Ходячий замок (англ. Howl's Moving Castle)

## Список произведений

### Серии

#### Цикл «Крестоманси»
В хронологическом порядке:
1. «Девять жизней Кристофера Чанта» (англ. The Lives of Christopher Chant, 1988)
2. «Сказочное невезение» (англ. Conrad’s Fate, 2005)
3. «Заколдованная жизнь» (англ. Charmed Life, 1977)
4. «Волшебники из Капроны» (англ. The Magicians of Caprona, 1980)
5. «Волшебное наследие» (англ. The Pinhoe Egg, 2006)
6. «Вихри волшебства» (англ. Mixed Magics, 2000) — короткие истории
  - «Кудесник на колесах» (англ. Warlock at the Wheel)
  - «Похититель душ» (англ. Stealer of Souls)
  - «Сотый сон Кэрол Онейр» (англ. Carol O’Neir’s Hundredth Dream)
  - «Тирский мудрец» (англ. The Sage of Theare)
7. «Ведьмина Неделя» (англ. Witch Week, 1982)

Диана Уинн Джонс, тем не менее, рекомендует читать в следующем порядке:
1. «Заколдованная жизнь» (англ. Charmed Life, 1977)
2. «Девять жизней Кристофера Чанта» (англ. The Lives of Christopher Chant, 1988)
3. «Сказочное невезение» (англ. Conrad’s Fate, 2005)
4. «Ведьмина Неделя» (англ. Witch Week, 1982)
5. «Волшебники из Капроны» (англ. The Magicians of Caprona, 1980)
6. «Вихри волшебства» (англ. Mixed Magics, 2000)
7. «Волшебное наследство» (англ. The Pinhoe Egg, 2006)

#### Деркхольм (Derkholm)
В русском издании дилогия вышла под названием «Волшебство на продажу».
1. «Темный Властелин Деркхольма» (англ. Dark Lord of Derkholm, 1998)
2. «Год грифона» (англ. Year of the Griffin, 2000)

#### Квартет Дейлмарка (Dalemark Quartet)
В порядке опубликования:
1. «Сын менестреля» (англ. Cart and Cwidder, 1975)
2. «Дорога ветров» (англ. Drowned Ammet, 1977)
3. «Волшебные одежды» (англ. The Spellcoats) ("Вниз по Великой реке"), (в Рус.Изд.) 1979)
4. «Корона Дейлмарка» (англ. Crown of Dalemark, 1993)

В хронологическом порядке:
1. «Волшебные одежды» (англ. The Spellcoats)  ("Вниз по Великой реке"), (в Рус.Изд.) 1979)
2. «Дорога ветров» (англ. Drowned Ammet, 1977)
3. «Сын менестреля» (англ. Cart and Cwidder, 1975)
4. «Корона Дейлмарка» (англ. Crown of Dalemark, 1993)

#### Цикл «Замок»
1. «Ходячий замок» (англ. Howl’s Moving Castle, 1986)
2. «Воздушный Замок» (англ. Castle in the Air, 1990)
3. «Дом ста дорог» («Дом с характером») (англ. House of Many Ways, 2008)

#### Цикл «Magids»
- «Непостижимая тайна» (англ. Deep Secret, 1997) — для взрослых
- «Заговор Мерлина» (англ. The Merlin Conspiracy, 2003)

### Повести и романы
- Changeover (1970) — для взрослых
- «Зуб Уилкинса» (англ. Wilkins' Tooth, Witch's Business, 1973)
- The Ogre Downstairs (1974)
- «В собачьей шкуре» (англ. Dogsbody, 1975)
- «Огонь и заклятие, или Восемь дней с Люком» (англ. Eight Days of Luke, 1975)
- «Сила трёх» (англ. Power of Three, 1977)
- Who Got Rid of Angus Flint? (1978) — для младшего возраста
- The Four Grannies (1980) — для младшего возраста
- «Время призраков» (англ. The Time of the Ghost, 1981)
- «Дом за порогом» (англ. The Homeward Bounders, 1981)
- «Ловушка для волшебников» (англ. Archer’s Goon, 1984)
- «Рыцарь на золотом коне» (англ. Fire and Hemlock, 1985)
- «Сказки города времени» (англ. A Tale of Time City, 1987)
- Wild Robert (1989)
- Chair Person (1989) — для младшего возраста
- «Моя тётушка — ведьма» (англ. Black Maria, 1991)
- Yes, Dear (1992) — для очень маленьких
- «Всплеск внезапной магии» (англ. A Sudden Wild Magic, 1992) — для взрослых
- «Зачарованный лес»  (англ. Hexwood, 1993)
- Puss in Boots (1999) — для очень маленьких
- Enna Hittims (2006)
- The Game (2007)
- «Волшебный витраж» (англ. Enchanted Glass, 2009)
- Ая и ведьма (англ. Earwig and the Witch) (2011)
- «Хранители волшебства» (англ. The Islands of Chaldea, 2014)

### Рассказы
- Aunt Bea’s Day Out — для младшего возраста
- Carruthers — для младшего возраста
- Dragon Reserve, Home Eight
- Enna Hittims
- Everard’s Ride
- The Fat Wizard
- The Fluffy Pink Toadstool — для младшего возраста
- The Girl Who Loved The Sun
- The Green Stone — для младшего возраста
- The Master
- Mela Worms — для взрослых
- Nad and Dan adn Quaffy
- No One — для младшего возраста
- The Plague of Peacocks — для младшего возраста
- The True State of Affairs
- What The Cat Told Me
- Little Dot

### Собрания
- Everard’s Ride (1995)
- Minor Arcana (1996)
- Believing is Seeing very similar to Minor Arcana
- Вихри волшебства (англ. Mixed Magics, 2000)
- Stopping for a Spell
- Unexpected Magics (2004)

### Проза или поэзия
- A Slice of Life (1991)
- The Medusa
- The Skiver’s Guide (1984)
- The Shape of the Narrative (Властелин Колец, 1994)
- The Tough Guide to Fantasyland (1997)

### Пьесы
- The Batterpool Business (1968)
- The King’s Things (1970)
- The Terrible Fisk Machine (1972)

### Редактор
- Fantasy Stories (1994)
- Hidden Turnings (1989)

## Экранизации
- Ая и ведьма  2020  Горо Миядзаки
- 2004 — Ходячий замок
- 1992 — Скупой стрелок (сериал)